# Bubis
Os Bubi ou Bube são um grupo étnico da África localizado principalmente na Guiné Equatorial. Antes de meados do século XX, eram o grupo maioritário na ilha de Bioko, mas atualmente são uma minoria no país. Sua origem é produto de diversas migrações entre os séculos V e XVIII provenientes do sul de Camarões e da área continental do Rio Muni. A estes, se somariam, posteriormente, alguns elementos fugitivos da escravidão em São Tomé e, já no século XX, Krumanes procedentes de Serra Leoa, assim como elementos crioulos produtos da miscigenação na cidade de Santa Isabel, hoje Malabo.
Atualmente, existem em torno de 85 000 bubis, repartidos da seguinte forma:
- Guiné Equatorial
  - Bioko: 45 000
  - Províncias Continentais: 5 000
- Resto da África
  - Nigéria: 3 000
  - Gabão: 1 000
  - Camarões: 1 000
- Resto do Mundo
  - Espanha: 25 000
  - Estados Unidos: 2 000
  - Otros países: 3 000

## Linguística
A língua Bohobé ou bubi possui três variante: Norte, Sul e Centro-Leste. Conserva arcaísmos nucleares do tronco níger-congo, antes de sua ramificação, pelo que se considera que é uma das mais antigas da África; tem caráter tonal e se destaca pela divergência de vocábulos segundo o gênero. Tem gramática própria e dicionários desenvolvidos pelo professor Justo Bolekia Boleká.

## Política

A bandeira separatista de Bubi.

Tradicionalmente, o povo Bube tem monarquia própria que se remonta ao século XVII. Nos princípios do século XIX, o território da ilha estava dividido em cantões, governados por Botukus ou condes. O rei governava mediante a Lojuá, uma milícia de recrutamento rotativo armada com varas.
No sistema pós-colonial, os bubes dispuseram de pouco poder político, já que dominou a maioria étnica Fá ou Fang (ainda que seja costume que o primeiro-ministro da Guiné Equatorial, como Miguel Abia Biteo Boricó, e outros membros do Gabinete, sejam bubes).
O "Movimento para a autodeterminação da ilha Bioko", (MAIB), liderado por Weja Chicampo Puye, é a principal força política que aglutina as aspirações de autogoverno do povo Bube.